# Jay Roach

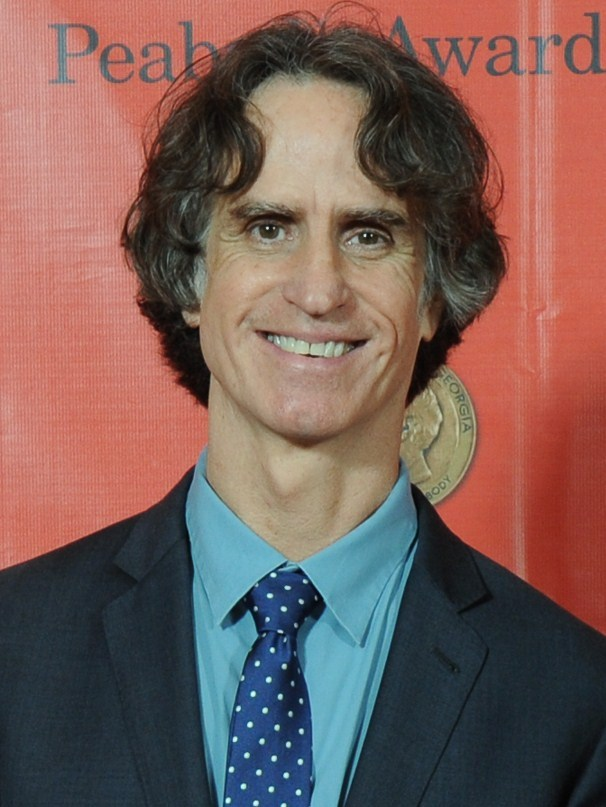
Jay Roach em 2013.

Mathew Jay Roach (14 de junho de 1957, Albuquerque, Novo México) é um realizador e produtor cinematográfico estadunidense, responsável por grandes sucessos de bilheteria como a série Austin Powers.

## Filmografia selecionada
- Austin Powers: International Man of Mystery (1997)
- Austin Powers: The Spy Who Shagged Me (1999)
- Mystery, Alaska (1999)
- Meet the Parents (2000)
- Austin Powers in Goldmember (2002)
- Recount (2008)
- Meet the Fockers (2004)
- Dinner for Schmucks (2010)
- Game Change (2012)
- The Campaign (2012)
- Trumbo (2015)
- Bombshell (2019)